# 安德烈娅·基楚
安德烈娅·基楚（羅馬尼亞語：Andreea Chițu，1988年5月7日—），罗马尼亚女子柔道运动员，2011年世界柔道锦标赛女子52公斤级铜牌得主、2014年世界柔道锦标赛女子52公斤级银牌得主、2015年世界柔道锦标赛女子52公斤级银牌得主。